# Inclusions dans les diamants

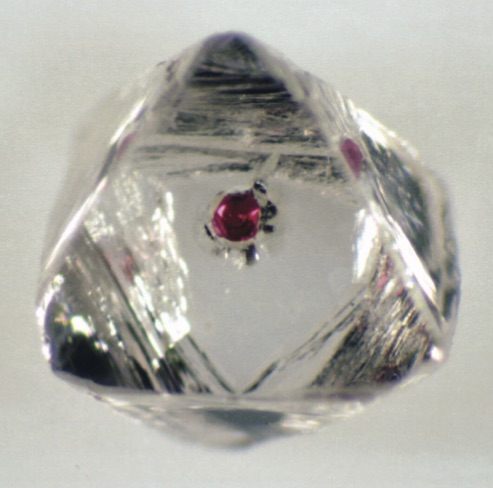
Inclusion de grenat dans un diamant hôte.

Les inclusions dans les diamants, parfois appelées inclusions des diamants, sont des fragments de matériaux emprisonnés à l'intérieur de cristaux de diamants pendant leur processus de formation dans le manteau terrestre. Il peut s'agir de minéraux ou de fluides tels que l'eau ou divers gaz. De par leur forte résistance mécanique et leur faible réactivité chimique avec leurs inclusions, les magmas qui les transportent vers la surface de la Terre et leurs roches volcaniques hôtes, les diamants agissent comme des enveloppes protectrices des matériaux inclus. Ces derniers sont ainsi préservés des changements des conditions de pression, de température et de chimie à travers l'ensemble de la lithosphère.
Les diamants ne subissant généralement pas d'altérations à la surface de la Terre, ils permettent une préservation exceptionnelle des inclusions. Alors que les diamants eux-mêmes peuvent donner une indication de la pression à laquelle ils ont été formés, les inclusions fournissent des informations plus riches. En effet, de nombreuses inclusions permettent de mieux contraindre les conditions de pression ou de température de formation des diamants, voire d'obtenir leur âge de formation. Cela apporte de précieuses données sur les conditions physico-chimiques du manteau terrestre au moment de la cristallisation du diamant.

## Typologie
| Type                    | Principaux matériaux inclus                                                                                                  |
| ----------------------- | --- |
| Inclusions minérales    | Silicates (notamment grenat, pérovskite, oxydes, sulfures)                                                                   |
| Inclusions fluides      | Fluide (contenant des carbonates, des silicates, des sulfures, des halogénures, des groupes hydroxyles, etc.), eau, saumures |
| Inclusions multiphasées | Inclusions fluides coexistant avec des inclusions minérales dans la même cavité d'un diamant                                 |

### Inclusions minérales

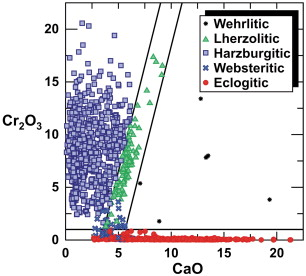
Teneur en chrome et en calcium de diverses inclusions. Les inclusions d'éclogite (c'est-à-dire contenant du grenat) dans le diamant contiennent moins de Cr_{2}O_{3} tandis que les inclusions de grenat de péridotite (lherzolite et harzburgite) contiennent moins de CaO. L'éclogite et la péridotite sont les deux principales roches parentales du manteau, tandis que la wehrlite et la webstérite en sont des types mineurs,,.

Les inclusions minérales, surtout les inclusions de silicates présentes dans les diamants lithosphériques, peuvent être catégorisées en deux types prédominants en fonction des roches parentales du manteau d'origine du diamant hôte : l'éclogite (type E) et la péridotite (type P). Ces deux types de roches sont les principales sources de formation diamantifère qui conduisent principalement à des inclusions de silicates dans les diamants,. Les inclusions de type P et de type E peuvent être différenciées en fonction de la teneur spécifique en matériaux présents dans le minéral inclus. Par exemple, dans les inclusions de grenat, le rapport entre la teneur en oxyde de chrome(III) (Cr2O3) et en oxyde de calcium (CaO) peut servir de critère de classification. L'inclusion de grenat de type E présente une teneur moindre en Cr2O3, tandis que le type P montre une réduction de la teneur en CaO. Des éléments traces tels que les terres rares (REE) peuvent également être utilisés pour caractériser les inclusions de grenats de type P et de type E. Les inclusions d'azote peuvent pareillement être classées en inclusions de type P et de type E en analysant leurs isotopes stables. Pour les inclusions de sulfures, les teneurs en osmium mesurées au cours des analyses pour la datation rhénium-osmium peuvent différencier les inclusions de type P et de type E.
Dans la lithosphère cratonique du craton du Kaapvaal au Zimbabwe, la vitesse sismique à 150 km de profondeur correspond à celles des inclusions retrouvées dans les diamants, qu'elles soient péridotitiques ou éclogitiques. Cela suggère que les vitesses des ondes P se propageant au sein de la lithosphère pourraient être utilisées pour cartographier la répartition des différentes régions sources de diamants.

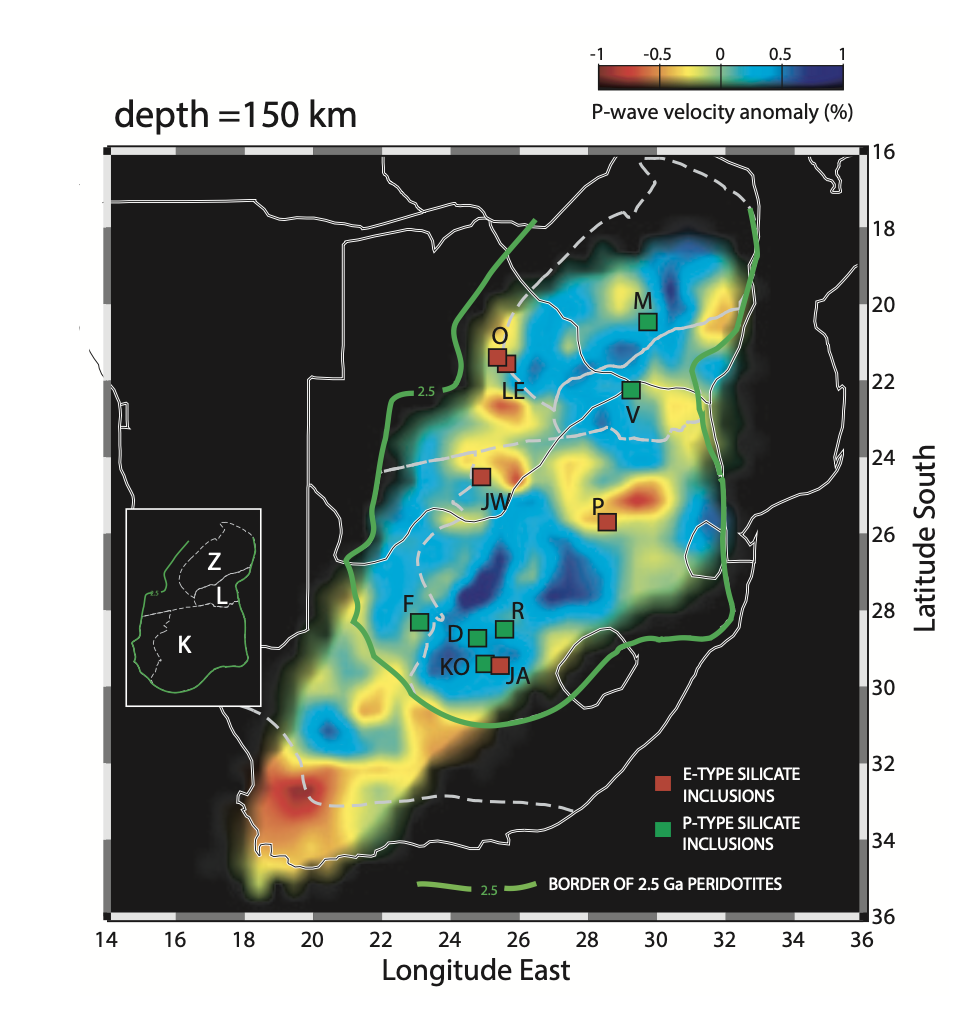
Image tomographique du manteau lithosphérique obtenue à partir des données des ondes P. Les carrés rouges représentent les inclusions éclogitiques et les carrés verts représentent les inclusions péridotitiques,.

Les inclusions minérales sous-lithosphériques, telles que les pérovskites majoritaires et silicatées (comme la bridgmanite et la davemaoïte), peuvent également être classées soit en inclusions de type ultramafique (péridotitique) et soit de type basaltique (éclogitique). Toutefois, ces classifications supplémentaires sont plus difficiles à réaliser que celle des inclusions lithosphériques en raison de la rareté des échantillons, de la petite taille des grains et des difficultés à discerner des assemblages minéraux originaux dans les conditions profondes du manteau inférieur.

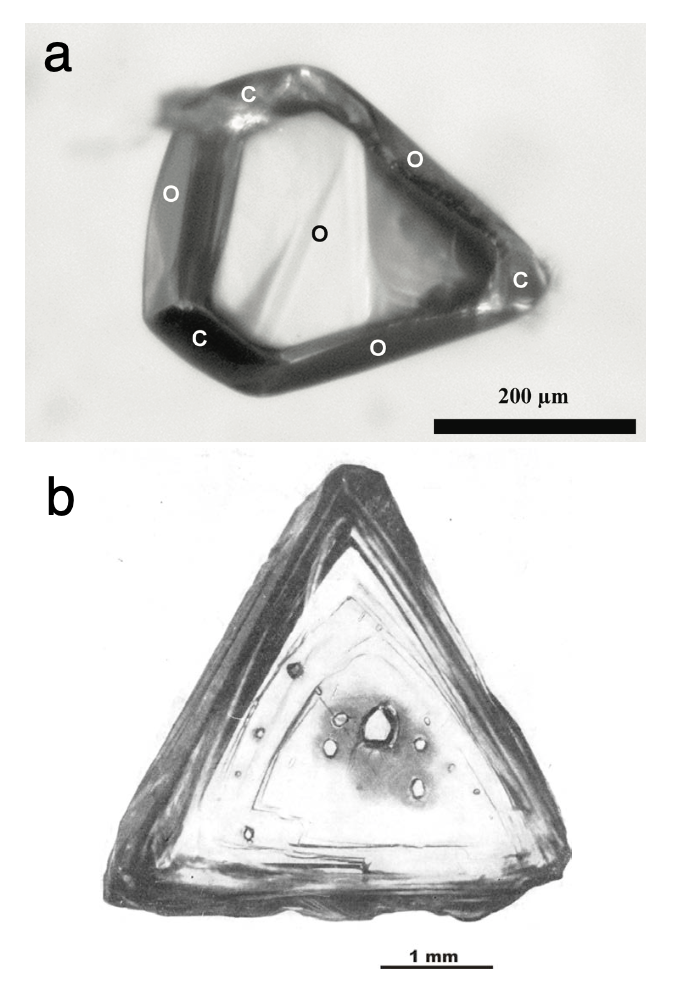
Exemples montrant l'imposition de la morphologie du diamant hôte sur le minéral inclus dans les inclusions syngénétiques. a) Inclusion d'olivine dans le diamant avec leurs faces imposées par des formes octaédriques (o) et cubiques (c) courantes dans le diamant.b) Diamant avec plusieurs inclusions d'olivine avec des faces parallèles à la face octaédrique du diamant,,.

Le moment de la cristallisation des minéraux en inclusion par rapport à celui de leur diamant-hôte peut être utilisé pour les classer en trois types : les inclusions protogénétiques, syngénétiques et épigénétiques. Les minéraux des inclusions protogénétiques ont cristallisé plus tôt que la formation du diamant, étant encapsulés lors de sa cristallisation. Ainsi, les inclusions protogénétiques fournissent des informations sur les conditions qui existaient avant la formation du diamant, expliquant les différences isotopiques des inclusions dans une même génération de diamants. Pour les inclusions minérales syngénétiques, la cristallisation du minéral piégé et du diamant se produit simultanément. Dans ce cas, l'enregistrement des conditions de l'environnement géologique par les minéraux inclus correspond à celui du diamant hôte, souligné par la morphologie imposée du diamant sur le minéral piégé. Les inclusions épigénétiques se forment à partir de minéraux cristallisés après la formation du diamant. Ils peuvent cristalliser le long des fractures du diamant ou modifier les inclusions protogénétiques/syngénétiques préexistantes en un nouveau matériau.
Les inclusions minérales peuvent préserver les matériaux formés dans les environnements extrêmes du manteau terrestre jusqu'aux conditions de surface, révélant ainsi la forme naturelle de minéraux qui étaient précédemment uniquement synthétisés en laboratoire. Un exemple notable est la pérovskite naturelle de silicate de calcium (CaSiO3), récemment nommée davemaoïte, à la suite de sa découverte dans une inclusion minérale dans un diamant en 2021. Cette découverte a été surprenante en raison des conditions extrêmes nécessaires à la synthèse du minéral, rendant improbable sa conservation à la surface de la Terre.
| Critère                                                                   | Type                                            | Commentaire |
| ------------------------------------------------------------------------- | ----------------------------------------------- | --- |
| Localisation                                                              | - Lithosphérique - Sous-lithosphérique          | |
| Roche parentale du diamant                                                | - Type P (péridotitique) - Type E (éclogitique) | Critères de distinction des types P et E : - rapport Cr2O3/CaO (inclusion de grenat) ; - teneur en osmium (inclusion de sulfures) ; - isotopes stables (inclusion d'azote) ; - contenu en terres rares ; - différences de vitesse des ondes P. |
| Âge de cristallisation du minéral inclus, comparé à celui du diamant hôte | - Protogénétique - Syngénétique - Epigénétique  | |

### Inclusions fluides
Les inclusions fluides dans les diamants contiennent divers matériaux tels que des silicates, des carbonates, des groupes hydroxyles, de l'eau et de la saumure. Ces inclusions fluides sont présentes dans les diamants enrobés, qui sont des diamants monocristallins recouverts de diamants polycristallins avec des inclusions fluides, ainsi que dans les diamants fibreux, qui sont enrobés par des tiges ou des lames de diamants avec des structures fibreuses. Les microinclusions fluides comprennent principalement des carbonates, des silicates ou des halogénures, formant des assemblages silicate-carbonate ou halogénure-carbonate. De plus, des fluides salins dérivés de la subduction, avec une concentration élevée en K et en Cl, peuvent être présents dans les microinclusions des diamants troubles, qui sont des diamants fibreux à cœur riche en fluides se transformant en diamants à bordure pauvre en fluides.
Les inclusions de fluides salins et siliceux ne coexistent pas, ce qui suggère une immiscibilité entre les deux fluides lors de la formation du diamant,. La présence de matières volatiles, telles que des inclusions de sulfures, peut également indiquer la possibilité du recyclage de matériel crustal lié à la subduction lors de la formation du diamant, en particulier dans les contextes continentaux spécifiques.
En 2018, a été découverte une forme d’eau à haute pression connue sous le nom de glace-VII grâce aux inclusions dans les diamants. Cette découverte suggère la présence de fluides riches en eau dans la zone de transition entre le manteau supérieur et le manteau inférieur.

### Inclusions multiphasées
Dans les conditions de formation du diamant, marquées par des pressions et des températures extrêmement élevées, la masse fondue de silicate hydraté et le fluide aqueux se combinent pour former un mélange supercritique monophasé. Ce mélange donne naissance à des diamants présentant diverses caractéristiques morphologiques telles que la fibre, la turbidité ou la structure polycristalline, accompagnés d'inclusions multiphasées. Les inclusions multiphasées contiennent des fluides (contenant principalement des carbonates et des silicates, des fluides aqueux à haute densité et des saumures) et des inclusions minérales dans le même diamant.

## Techniques de recherche
Pour analyser la composition et la phase du matériau inclus dans le diamant, diverses techniques à haute résolution sont couramment employées, telles que la spectroscopie infrarouge à transformée de Fourier (FTIR), la microscopie électronique en transmission (TEM), l'imagerie par microscopie électronique à balayage (MEB) et la microsonde électronique (EPMA). Ces méthodes permettent d'obtenir des informations détaillées sur la nature du matériau emprisonné dans le diamant, contribuant ainsi à la compréhension des processus de formation et des environnements du manteau terrestre.
Parallèlement, des techniques élastiques non destructives sont utilisées pour estimer les conditions de pression et de température de formation du matériau à l'intérieur du diamant, tout en minimisant les dommages à l'échantillon. Ces méthodes incluent la spectroscopie micro-Raman, l'analyse de la biréfringence de déformation et la diffraction des rayons X sur monocristal. L'application de ces techniques offre un aperçu précieux des conditions extrêmes auxquelles le diamant et son inclusion ont été soumis au cours de leur formation.

## Gemmologie et joaillerie
Les diamants sont évidemment utilisés en joaillerie dont ils constituent une matière première. Les inclusions, alors appelées « impuretés » en modifient la valeur marchande selon l'échelle de clarté du diamant GIA qui comprend 6 catégories, dont certaines sont divisées, pour un total de 11 grades spécifiques :
- impeccable (Flawless - FL) : aucune inclusion et aucune imperfection visible sous un grossissement x 10 ;
- intérieurement impeccable (IF) : aucune inclusion visible sous un grossissement x 10 ;
- très, très légèrement inclus (VVS1 et VVS2) : inclusions si légères qu'il est difficile pour un niveleur expérimenté de voir sous un grossissement de x 10 ;
- très légèrement inclus (VS1 et VS2) : les inclusions sont observées avec un effort sous un grossissement de x 10, mais peuvent être qualifiées de mineures ;
- légèrement inclus (SI1 et SI2) : les inclusions sont visibles sous un grossissement x 10 ;
- inclus (I1, I2 et I3) : les inclusions sont évidentes sous un grossissement x 10, ce qui peut affecter la transparence et la brillance.